# Hasuvinabetta Kaval, Hassan
Hasuvinabetta Kaval là một làng thuộc tehsil Hassan, huyện Hassan, bang Karnataka, Ấn Độ.